# Дротик (шхуна, 1839)
«Дротик» — парусная шхуна Черноморского флота Российской империи, участник Крымской войны.

## Описание судна
Парусная шхуна, одна из пяти шхун типа «Гонец». Длина шхуны по сведениям из различных источников составляла от 30,2 до 30,3 метра, ширина — 7,8 метра, а глубина интрюма — 4 метра. Вооружение судна состояло из шестнадцати орудий, включавших две трёхфунтовые пушки и четырнадцать 18-фунтовых карронад.

## История службы
Шхуна «Дротик» была заложена на стапеле Николаевского адмиралтейства 24 ноября (6 декабря) 1837 года и после спуска на воду 16 (28) июня 1839 года вошла в состав Черноморского флота России. Строительство вёл кораблестроитель подпоручик А. Вейнбергер под наблюдением капитана С. И. Чернявского.
В кампанию 1839 года совершила переход из Николаева через Севастополь и Одессу в Константинополь, где поступила в распоряжение русской миссии при оттоманской порте и откуда в течение двух лет совершала плавания в Средиземное море и Греческий архипелаг, а в 1841 году вернулась в Севастополь.
В течение кампаний 1842—1844 годов принимала участие в операциях у берегов Кавказа в составе отрядов, в том числе в крейсерских плаваниях вдоль берегов Абхазии, а в кампанию 1843 года также несла службу на севастопольском рейде. В 1845 году совершала плавания между Николаевом и Севастополем, а в июле и августе того же года в составе отряда вице-адмирала Ф. П. Литке крейсировала вдоль берегов Чёрного моря с целью ознакомления с театром генерал-адмирала великого князя Константина Николаевича. После крейсерских плаваний шхуна ушла в Греческий архипелаг где, занимала пост при русской миссии в Афинах и совершала плавания по Средиземному морю. В 1846 году шхуна вернулась обратно в Севастополь.
В 1846—1848 годах вновь принимала участие в операциях отрядов судов флота у берегов Кавказа в качестве крейсерского судна. В кампанию 1847 года также совершала плавания по Бугу и Днепровскому лиману.
В 1849 году несла службу на севастопольском рейде, а также принимала участие в практических плаваниях отрядов судов Черноморского флота.
В кампанию 1850 года также выходила в практические плавания в Чёрное море, а также крейсерские плавания вдоль его абхазских берегов. В 1851 году также принимала участие в практических плаваниях в Чёрном море, плаваниях по черноморским портам и до Константинополя.
В кампанию 1852 года после возвращения из Константинополя крейсировала вдоль укреплений восточного берега Чёрного моря
В 1853 году также принимала участие в операциях у берегов Кавказа в составе отряда судов Черноморского флота, совершала крейсерские плавания вдоль побережья.
Принимала участие в Крымской войне. В кампании 1854 и 1855 годах находилась в Севастополе, а карронады со шхуны были установлены на Госпитальной батарее Корабельной стороны. Шхуна была затоплена в 1855 году на Севастопольском рейде при оставлении города гарнизоном. После войны при расчистке бухты 9 (21) октября 1856 года шхуна была поднята со дна и проданач.

## Командиры шхуны
Командирами парусной шхуны «Дротик» в составе Российского императорского флота в разное время служили:
- лейтенант А. Ф. Варпаховский (1839—1844 годы)[30];
- лейтенант, а с 11 (23) апреля 1845 года капитан-лейтенант Г. А. Вевель фон Кригер (1845—1848 годы)[31];
- капитан-лейтенант П. Ф. Макаров (с 1849 года до июля 1850 года[комм. 6])[33];
- капитан-лейтенант Л. И. Будищев (1851—1852 годы)[34];
- лейтенант С. Ф. Загорянский-Кисель (1853 год)[35];
- капитан-лейтенант А. Н. Андреев (1854 год)[36].